# طارق متری
طارق متری (زاده ۱۶ سپتامبر ۱۹۵۰) استاد دانشگاه، سیاستمدار مستقل و وزیر سابق دولت لبنان است که در حال حاضر به عنوان معاون نخست‌وزیر لبنان از ۸ فوریه ۲۰۲۵ فعالیت می‌کند.

## اوایل زندگی و تحصیلات
متری در ۱۶ سپتامبر ۱۹۵۰ به دنیا آمد. او دارای مدرک دکترای علوم سیاسی از دانشگاه نانتر پاریس است.

## دیدگاه‌ها
متری می‌گوید که نقش او بیشتر به عنوان مدافع روشنفکران و هنرمندان در کنار آزادی بیان و اندیشه آنهاست. او همچنین به عنوان مدافع سرسخت ملی‌گرایی لبنانی شناخته شده است.